# Andre Fili
Andre Riley Fili, född 25 juni 1990 i Federal Way, är en amerikansk MMA-utövare som sedan 2013 tävlar i organisationen Ultimate Fighting Championship.